# Émile Jourdan

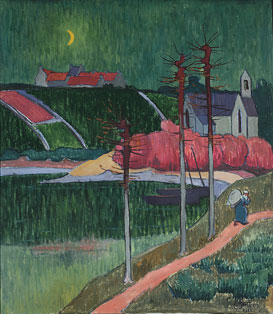
La capella de Lanriot a la llum de la lluna

Émile Jourdan   (Gwened, 30 de juliol de 1860 - Quimperlé, 29 de desembre de 1931) va ser un pintor francès que es va convertir en un dels artistes que es van reunir al poble de Pont-Aven, a la Bretanya.

## Primers anys de vida
Fill de Prosper Jourdan, oficial de duanes i de la seva dona Aline Paturel, va gaudir d'una feliç infància a Vannes, al sud de la Bretanya. Va començar a pintar als 16 anys. El 1880 va anar a l'École des Beaux-Arts de París, on va rebre classes de William Bouguereau i Tony Robert-Fleury fins al 1886. També va estudiar a l'Académie Julian. Beneficiant-se dels diners que va rebre dels seus pares, va compartir un gran estudi amb el seu company d'estudis Édouard Michelin.

## La vida a Pont-Aven

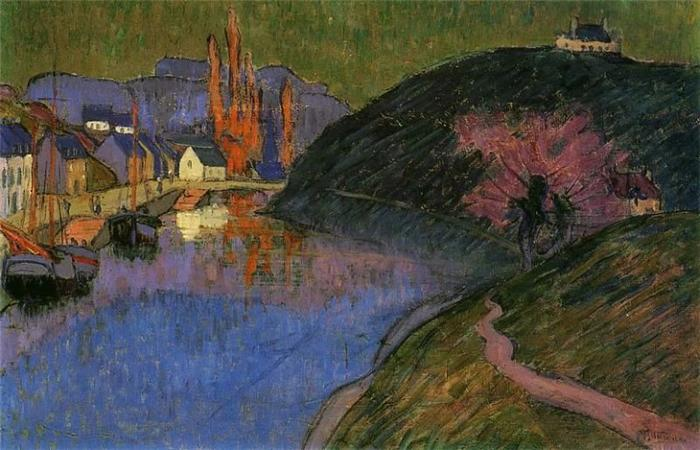
Le port de Pont-Aven (1891)

L'estiu de 1886 va arribar a Pont-Aven on, allotjat a la pensió Gloanec, va conèixer Paul Gauguin. També es va fer amic dels altres artistes que s'hi havien reunit, inclosos Émile Bernard, Ernest de Chamaillard, Charles Laval i Henry Moret. Va decidir establir-se a Pont-Aven i hi va viure fins que va morir el 1931. Influït per Gauguin, va adoptar l'estil sintetista de la pintura i es va conèixer com le peintre de la lumière, el pintor de la llum.
El 1891 es va unir a Gauguin i els seus amics al taller de Lézaven. Va conèixer Maxime Maufra a l'Hôtel de Bretagne de Pont-Aven, on va començar un idil·li amb Catherine Guyader, una cambrera de 19 anys. El 1892 es van instal·lar junts i l'any següent va néixer el seu fill Yann, seguit d'una filla, Renée, el 1896, i d'un segon fill, Guy, el 1901.
Després de morir la seva mare el 1907, va gastar ràpidament tot el que li va deixar. Incapaç de pagar el lloguer, el propietari el va expulsar i va subhastar els seus mobles i quadres. Posteriorment, va quedar pobre, traslladant-se de Pont-Aven, Riec-sur-Belon i Moëlan, on va tenir la sort de tenir durant un temps el suport d'amics. Després de 1910, els seus quadres es van tornar més ombrívols, reflectint la seva ansietat.

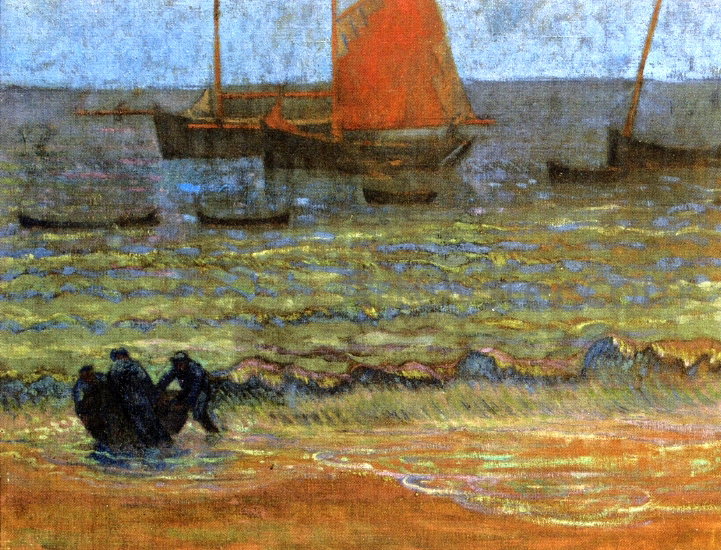
Vista marina a la penombra

Aviat no va poder mantenir la seva família que el va deixar mentre vivia en un àtic de Pont-Aven. El 1927 va tenir la sort de conèixer la Sra. Halley, una rica australiana, que li va donar suport durant un any, però com que no estava disposat a treballar sota les seves ordres, va deixar la seva ajuda.
El 1931 va morir a l'hospici de Quimperlé, alcohòlic i paralitzat per la pobresa.